# ゴールデン☆ベスト 豊川誕
『ゴールデン☆ベスト 豊川誕』（ゴールデン☆ベスト とよかわじょう）は、2008年1月23日に発売された豊川誕の3枚目のベスト・アルバムである。

## 概要
ジャニーズ事務所 在籍時代のCDベストアルバムである。
『愛のトリコロール』『イチゴ畑』『ほどけた靴ひも（フォーリーブス10周年記念PART1からのライブ音源）』等々は2022年10月時点、未CD化未収録のまま。

## 収録曲
☆は初CD化。
1. 汚れなき悪戯
2. なぐさめがほしい ☆
3. 星めぐり
4. バラの気持 ☆
5. 生きるってすばらしい
6. 希望くん ☆
7. ほどけた靴ひも ☆
8. 早春 ☆
9. ぼくの消息 ☆
10. 愛しあうには若すぎて ☆
11. やさしい言葉 ☆
12. たった一人の君は ☆
13. 星くずが泣いている ☆
14. メンソール・シガレット ☆
15. 飛ぶのが怖い ☆
16. 白い面影 ☆
17. 悲しみのトランペット ☆
18. 時には母のない子のように
19. オリビアの調べ
20. 夜と朝のあいだに
21. 空に太陽がある限り
22. シングルメドレー  ☆
  1. 汚れなき悪戯
  2. 星めぐり
  3. ほどけた靴ひも
  4. ぼくの消息
  5. メンソール・シガレット